# Diabigué
Diabigué est une localité et une commune rurale malienne, située dans le pays de la Kinguis, de l'arrondissement central de Troungoumbé, dans le cercle de Troungoumbé et la région de Nioro du Sahel.

## Histoire
En mars 2023, la commune est distraite de cercle de Nioro du Sahel pour être versée dans le cercle de Troungoumbé.

## Villages
La commune s'étend sur 14 localités relevées lors du recensement général de 2009.
Les villages les plus peuplés sont :
- Diabigué (2 542 habitants) ;
- Kindinga (1 916 habitants) ;
- Assamangatéré (1 195 habitants).

En 2023, la loi 2023-007 attribue à la commune 15 villages, fractions ou quartiers.